# Give It Away
Singles de Red Hot Chili Peppers
Show Me Your Soul
(1990) Under the Bridge
(1992)
Give It Away est une chanson des Red Hot Chili Peppers. Sorti en 1991, c'est un des cinq singles extraits de l'album Blood Sugar Sex Magik. Give It Away est une ode de cinq minutes au désintéressement et a atteint le succès partout à travers le monde, devenant rapidement la chanson caractéristique du style funk des Red Hot. La chanson remporta un Grammy Award de la meilleure prestation hard rock en 1992, renforçant encore sa popularité.

## Inspiration et interprétations
La chanson est née, comme souvent chez les Red Hot, au cours d'une jam session. Flea, le bassiste du groupe, essayait quelques lignes de basse lorsqu'il trouva ce qui est considéré aujourd'hui comme l'un des morceaux les plus caractéristiques du groupe puisqu'il nécessite d'utiliser toute la longueur de la basse. Le batteur Chad Smith l'a alors accompagné et le chanteur Anthony Kiedis s'est alors mis à chanter sans arrêt Give it away, give it away now. Cette phrase pourrait avoir servi d'inspiration au duo Kriss Kross si on écoute les wiggida et les miggida dans leur chanson Jump. John Frusciante a quant à lui déclaré que l'outro à la guitare est inspirée de la chanson Sweet Leaf de Black Sabbath. Certains considèrent que le vers What I've got you've got to get it put it in you est une référence à la consommation de drogue[réf. nécessaire] alors que Come and drink it up from my fertility serait une métaphore sexuelle[réf. nécessaire]. Greedy little people in a sea of distress... unimpressed by material excess se réfère à la vision de Kiedis du matérialisme et du consumérisme[réf. nécessaire].

## Clip vidéo
Le clip, assez étrange, présente les quatre membres du groupe peints de couleur argent et dansant dans le désert, le tout filmé en noir et blanc. Les coupes de cheveux et les costumes sont eux aussi plutôt inhabituels. Anthony Kiedis, par exemple, a les cheveux tressés et porte une jupe avec des chaînes.
Le clip a été réalisé par Stéphane Sednaoui et est considéré comme l'un des clips les plus extrêmes, le réalisateur et le groupe renouvelleront ainsi cette collaboration plus tard sur les clips Scar Tissue et Around the World.
On peut retrouver une forte influence de ce clip sur celui de "How we kill Stars" du groupe français d'electro-rock Shakaponk.

## Popularité
Give It Away est le premier extrait de l'album Blood Sugar Sex Magik, malgré la réputation des Red Hot, de nombreuses stations de radio ont refusé de diffuser la chanson, leur reprochant l'absence de mélodie. Toutefois, une radio de Los Angeles, KROQ, a commencé à passer le single à l'antenne, et très vite ils ont reçu des centaines d'appels leur demandant de continuer à diffuser la chanson.
Il en a été de même pour la diffusion du clip, très controversé au début mais qui finit par remporter deux MTV Video Music Awards. Give It Away est considérée par les fans comme une des meilleures chansons du groupe et elle est toujours largement diffusée à la radio et à la télévision. Parallèlement, elle constitue aussi une partie essentielle des concerts des Red Hot. On peut également entendre la chanson dans l'épisode Krusty, le retour de la quatrième saison des Simpson, et elle a été parodiée en 1993 par Weird Al Yankovic dans la chanson Bedrock Anthem qui est en fait un hommage à la série Les Pierrafeu.